# Jakub Andrzej Boner
Jakub Andrzej Boner (zm. w 1517 we Wrocławiu) – kupiec i bankier wrocławski.
Brat Jana Bonera, prowadził rodzinne interesy w Norymberdze, we Wrocławiu. W 1512 odkupił od brata kamienicę na Rynku Głównym w Krakowie.
Z małżeństwa z Barbarą Lechner zawartego ok. 1486 miał sześcioro dzieci: Seweryna, Franciszka (zm. 1552; ławnika i rajcę krakowskiego), Helenę i Barbarę (wydane za mąż we Wrocławiu), Magdalenę (zm. 1529; wydaną w 1527 za Stanisława Radziwiłła syna wojewody wileńskiego) oraz najmłodszego Jakuba (zm. 1560); zamieszkałego na Śląsku).
W 1517 zrzekł się praw miejskich w Krakowie, wyjechał do Wrocławia, gdzie krótko po tym zmarł.